# Аврамиду, Анастасия
Анастасия Аврамиду (греч. Αναστασια Αβραμιδου, род. 29 января 2000) — греческая шахматистка, международный мастер среди женщин (2016).

## Шахматная карьера

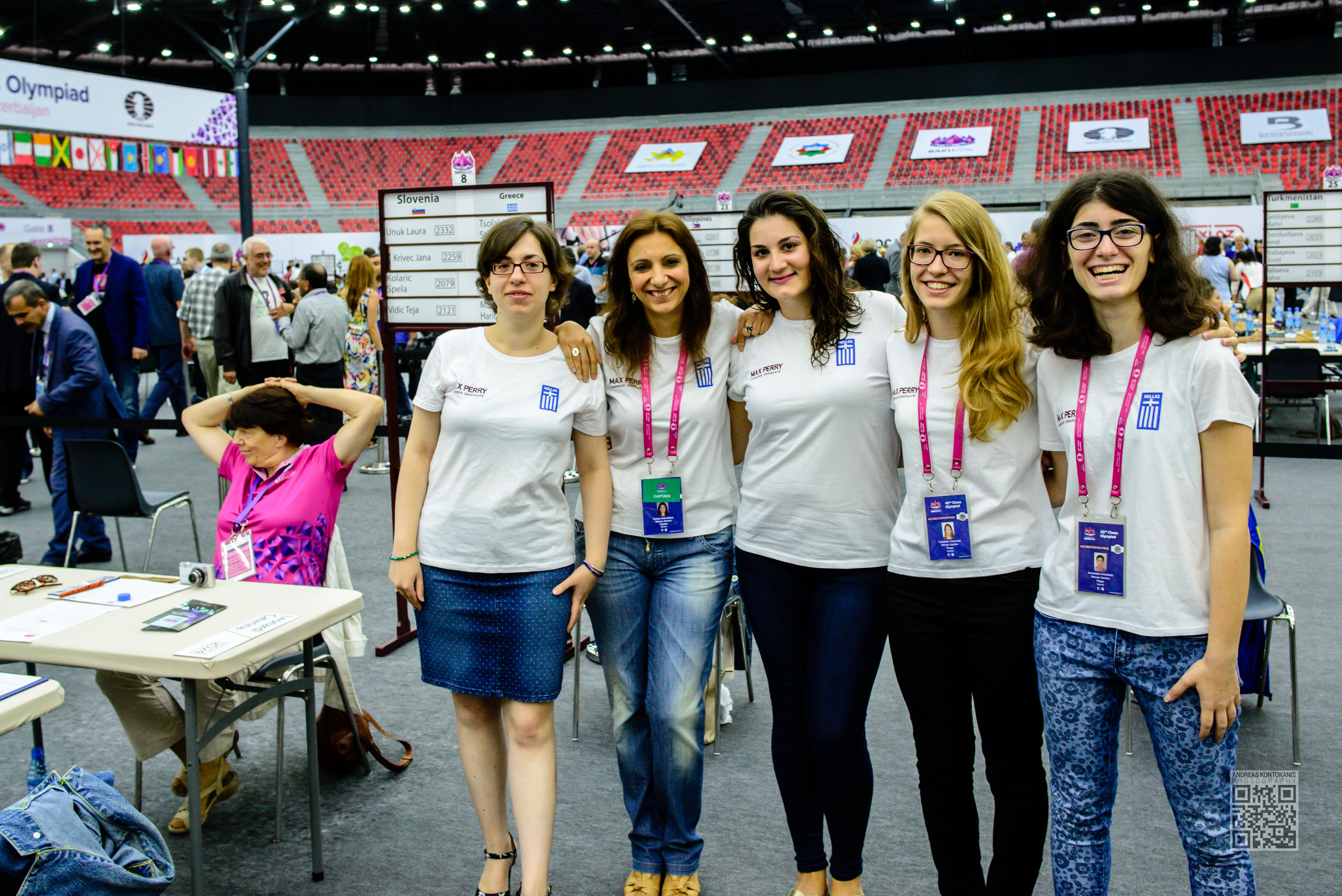
Женская сборная Греции на шахматной олимпиаде 2016 г. Слева направо: Х. Маркантонаки, М. Кувацу, Е. Павлиду, С. Цолакиду, А. Аврамиду.

Добилась значительных успехов на юниорском уровне. В 2012 г. стала победительницей юниорского чемпионата Греции в возрастной категории до 12 лет. В 2012 и 2014 гг. становилась чемпионкой Европы среди юниорок (в категориях до 12 и до 14 лет соответственно). Также в 2009 и 2013 гг. побеждала в чемпионатах мира среди школьниц (в категориях до 9 и до 13 лет соответственно). В 2014 г. стала чемпионкой Европы среди школьниц в категории до 15 лет.
В 2014 г. участвовала во взрослом чемпионате Европы.
С 2016 г. регулярно выступает за взрослую сборную Греции. В составе национальной сборной участвовала в двух шахматных олимпиадах (2016 и 2018 гг.), двух командных чемпионатах Европы (2017 и 2019 гг.) и шахматной онлайн-олимпиаде 2020 г.

## Основные спортивные результаты
| Год  | Город   | Соревнование                                           | + | − | = | Результат | Место  |
| ---- | ------- | ------------------------------------------------------ | - | - | - | --------- | ------ |
| 2009 |         | Чемпионат мира среди школьников (до 9 лет)             |   |   |   |           | 1      |
| 2012 |         | Юниорский чемпионат Греции (до 12 лет)                 |   |   |   |           | 1      |
|      | Прага   | Юниорский чемпионат Европы (до 12 лет)                 |   |   |   | 7½ из 9   | 1—2    |
| 2013 |         | Чемпионат мира среди школьников (до 13 лет)            |   |   |   |           | 1      |
| 2014 | Батуми  | Юниорский чемпионат Европы (до 14 лет)                 |   |   |   |           | 1      |
|      |         | Чемпионат Европы среди школьников (до 15 лет)          |   |   |   |           | 1      |
|      | Пловдив | Чемпионат Европы                                       | 3 | 4 | 4 | 5 из 11   | [ 14 ] |
| 2016 | Баку    | XXVII Олимпиада (сборная Греции, 3-я доска)            | 5 | 1 | 4 | 7 из 10   |        |
| 2017 | Крит    | Командный чемпионат Европы (сборная Греции, ?-я доска) | 4 | 2 | 3 | 5½ из 9   |        |
| 2018 | Анойя   | 5-й мемориал Х. Р. Капабланки (турнир ММ)              | 3 | 0 | 6 | 6 из 9    | 1—2    |
|      | Батуми  | XXVIII Олимпиада (сборная Греции, 3-я доска)           | 5 | 1 | 4 | 7 из 10   |        |
| 2019 | Анойя   | 1-й мемориал Эм. Ласкера                               | 1 | 5 | 3 | 2½ из 9   | 9      |
|      | Батуми  | Командный чемпионат Европы (сборная Греции, ?-я доска) | 4 | 2 | 3 | 5½ из 9   |        |
| 2020 |         | Онлайн-олимпиада (сборная Греции, ?-я доска)           |   |   |   |           |        |

## Изменения рейтинга
| Графики недоступны из-за технических проблем. См. информацию на Фабрикаторе и на mediawiki.org. |